# Pyrellina rhodesi
Pyrellina rhodesi är en tvåvingeart som beskrevs av Malloch 1925. Pyrellina rhodesi ingår i släktet Pyrellina och familjen husflugor. Inga underarter finns listade i Catalogue of Life.